# Procédure d'adhésion de Chypre à l'Union européenne
La procédure d’adhésion de Chypre à l'Union européenne est le processus qui a permis à Chypre de rejoindre l'Union européenne le 1er mai 2004. L'Union européenne s'est ainsi élargie à 25 États (Chypre étant entré en même temps que 9 autres États).

## Historique

### Situation initiale (1960-1989)
Chypre devient indépendante du Royaume-Uni le 16 août 1960. À l'époque la population grecque représente 82 % de la population contre 18 % de Turcs. Le régime établi par la Constitution propose une répartition des pouvoirs entre les communautés de 70 % pour les Grecs et 30 % pour les Turcs. Cependant des différends vont apparaître entre les deux communautés : un désaccord en ce qui concerne la constitution et la divulgation du plan Akritas. L'île va être, de décembre 1963 à août 1964, sujette à des affrontements et les représentants chypriotes turcs vont, en réponse, organiser une administration provisoire dépourvue de fondements constitutionnels. À la fin de l'année 1964 le Conseil de sécurité de l'ONU met en place une ligne verte contrôlée par l'UNFICYP,.
Le président Makarios III, qui avait été réélu en 1968 avec 98 % des voix sur la base d'un programme visant au maintien de l'indépendance de Chypre, tente alors d'appliquer une politique de conciliation et d'indépendance tant vis-à-vis de la Grèce que de la Turquie. Pendant son mandat, Chypre signe le 19 décembre 1972 un accord d'association avec la Communauté économique européenne (aujourd'hui l'UE). Celui-ci entre en vigueur le 1er juin 1973. Cet accord prévoyait deux phases, chacune constituant une étape dans la réalisation d'une union douanière. La première phase devait initialement se terminer le 30 juin 1977. Les deux communautés de l'île devaient bénéficier de l'accord.
Cependant, la junte militaire au pouvoir en Grèce, qui espérait remplacer Makários par un président favorable à l’Énosis, organisa et réalisa un coup d'État à Nicosie le 15 juillet 1974, mettant au pouvoir Níkos Sampsón. La mise en application de l'union douanière fut donc retardée. En réponse à ce coup d'État, une opération militaire est lancée le 20 juillet 1974 depuis la Turquie sur la base du Traité de garantie. En août 1974, l'armée turque occupe 37 % du territoire de Chypre.
Un cessez-le-feu intervient le 18 août 1974 puis en novembre 1983 la partie occupée se déclare unilatéralement république turque de Chypre du Nord (RTCN).
Le 19 octobre 1987, le protocole de la deuxième phase, qui prévoyait la mise en place progressive de l'Union douanière, a été signé pour entrer en vigueur le premier janvier de l'année suivante.

#### Accord d'association (dès 1972)
Les relations entre la république de Chypre et l'UE avant que celle-ci n'en deviennent membre étaient régis par un accord d'association complété par quatre protocoles de coopération technique et financière.
Le 19 octobre 1978, le protocole relatif aux conditions et procédures nécessaires à la mise en application de la seconde phase prévoyait l'établissement d'une Union douanière en deux étapes. Depuis le 1er janvier 1998 il n'existe plus d'obstacles au libre-échange, sauf quelques exceptions, pour permettre la mise en place de l'Union douanière en 2002.

### Dépôt de la candidature
Le 3 juillet 1990, George Iacovou a adressé la candidature de république de Chypre (et au nom de toute l'île) à l'Union européenne à Gianni De Michelis, alors ministre italien des Affaires étrangères et président en exercice du Conseil des Communautés européennes.

« On behalf of the Government of the Republic of Cyprus, I have the honour to inform Your Excellency that Cyprus hereby submits its application to become a member of the European Economic Community, in accordance with the provisions of Article 237 of the Treaty establishing that Community. »

— George Iacovou, demande officielle d'adhésion de Chypre à l'Union européenne
Le Conseil de l'Union européenne a décidé, lors d'une rencontre ayant eu lieu 17 septembre 1990, de transmettre la demande à Commission. Cette dernière a rendu un avis globalement favorable le 30 juin 1993 :

« [la Commission est] convaincue qu'un message positif doit être envoyé aux autorités et au peuple chypriotes confirmant que la Communauté considère Chypre comme éligible à l'adhésion et que la Communauté se tient prête à engager avec Chypre le processus devant finalement conduire à cette adhésion »

— Conseil européen, Europe Documents, no 1847, 3 juillet 1993, p. 1-3.
Le 4 octobre 1993, le Conseil européen avalise l'avis.
Enfin, les 24-25 juin 1994 le Conseil européen de Corfou confirme que Chypre fera partie du prochain « convoi » d'élargissement.

### Vers les négociations
Le 6 mars 1995, le Conseil Affaires générales du Conseil européen décide, après que la Grèce a levé son veto sur la signature d'un accord d'union douanière avec la Turquie, que les négociations débuteront six mois après la première conférence intergouvernementale laquelle s'est ouverte à Turin le 29 mars 1996. Le Parlement prend position en faveur de cette décision par la prise d'une résolution, sur la base du rapport Bertens, le 12 juillet 1995.
Lors du Conseil Affaires générales des 20-21 novembre 1995 fut la première réunion des ministres des Affaires étrangères de l'Union avec le ministre des Affaires étrangères chypriotes.
La Commission déclare, dans l'Agenda 2000 présenté le 15 juillet 1997, que les négociations avec Chypre commenceraient six mois après la conclusion de la Conférence intergouvernementale : « L'adoption d'un accord politique permettrait une conclusion plus rapide des négociations. En l'absence de progrès en ce sens avant la date prévue pour le début des négociations, ces dernières seraient menées avec le gouvernement de la république de Chypre, seule autorité reconnue par le droit international ».
Opposée à la demande d'adhésion globale déposée par la république de Chypre, la RTCN signe, en août 1997, un accord d'association avec la Turquie, lequel n'a pas de valeur juridique internationale du fait de la non reconnaissance de la RTCN.
La décision d'entamer les négociations est prise les 12-13 décembre 1997 lors du Conseil européen de Luxembourg tout en mettant en place une stratégie de pré-adhésion laquelle repose sur la participation à certains programmes ciblés (renforcement des capacités juridictionnelles et administratives), la participation à certaines agences communautaires et l'utilisation du TAIEX. Ces projets et activités de coopération prennent la forme d'aides non remboursables.

### Négociations
Avant que celles-ci ne commencent, Gláfkos Klirídis, Président chypriote grec, proposa aux chypriotes turcs le 12 mars 1998 de participer aux négociations. Ceci est refusé et les négociations débutent formellement le 30 mars 1998. Le lendemain, une conférence intergouvernementale bilatérale fut convoquée le 31 mars 1998 pour commencer les négociations avec Chypre sur les conditions de son admission dans l'Union et les adaptations des traités consécutives de son admission.
Le 15 avril 1999 le Parlement adopte un nouveau rapport, lequel porte le même nom que celui de juillet 1995 (rapport Bertens), dans lequel il se félicite de la progression de l'adoption de l'acquis communautaire par Chypre,.
Lors du sommet d'Helsinki des 10-11 décembre 1999, la résolution du problème de réunification de Chypre n'est pas considérée comme un préalable à l'adhésion chypriote, parallèlement la Turquie se voit accorder le statut de candidat.

### Adhésion
Le 16 avril 2003, Chypre signe le traité d’adhésion. Au sein du traité, le protocole sur Chypre stipule la suspension de l’acquis communautaire dans la partie nord de l'île jusqu'à la levée de celle-ci par le « Conseil, statuant à l’unanimité sur proposition de la Commission ».
L'île entre finalement dans l'Union le 1er mai 2004.

### Chronologie
| Date                | Évènement |
| ------------------- | --- |
| 19 décembre 1972    | Signature d'un accord d'association entre la république de Chypre et la Communauté économique européenne.                                                              |
| 1er juin 1973       | Entrée en vigueur de l'accord d'association. |
| 15 juillet 1974     | Tentative de coup d'État de la junte militaire au pouvoir en Grèce. |
| 20 juillet 1974     | Réponse de la Turquie par une opération militaire et partition de l'île.                                                                                               |
| 18 août 1974        | Intervention d'un cessez-le-feu entre les deux parties au conflit. |
| Novembre 1983       | La partie occupée se proclame unilatéralement république turque de Chypre du Nord.                                                                                     |
| 3 juillet 1990      | La république de Chypre dépose sa candidature au nom de la totalité de l'île.                                                                                          |
| 17 septembre 1990   | Le Conseil de l'Union européenne transmet la demande à la Commission.                                                                                                  |
| 30 juin 1993        | La Commission rend un avis favorable à la demande d'adhésion. |
| 4 octobre 1993      | Le Conseil européen avalise l'avis de la Commission. |
| 24-25 juin 1994     | Le Conseil européen de Corfou confirme que Chypre fera partie du prochain « convoi » d'élargissement.                                                                  |
| 6 mars 1995         | Le Conseil des affaires générales décide que les négociations débuteront six mois après la première conférence intergouvernementale.                                   |
| 20-21 novembre 1995 | Première des ministres des Affaires étrangères de l'Union avec le ministre des Affaires étrangères chypriotes lors du Conseil Affaires générales.                      |
| 29 mars 1996        | Ouverture de la première conférence intergouvernementale à Turin. |
| 15 juillet 1997     | Publication de l'Agenda 2000 dans lequel la Commission déclare que les négociations commenceraient six mois après la conclusion de la Conférence intergouvernementale. |
| Août 1997           | Conclusion d'un accord d'association entre la RTCN et la Turquie. |
| 12-13 décembre 1997 | Le Conseil européen de Luxembourg décide d'entamer les négociations |
| 12 mars 1998        | Le président chypriote grec Gláfkos Klirídis propose aux chypriotes turcs de participer aux négociations, ce qui est refusé par ces derniers.                          |
| 31 mars 1998        | Convocation d'une conférence intergouvernementale bilatérale pour entamer les négociations avec Chypre.                                                                |
| 15 avril 1999       | Adoption d'un second rapport Bartens par le Parlement se félicitant de la progression de l'acquis.                                                                     |
| 10-11 décembre 1999 | Sommet d'Helsinki lors duquel la résolution de la partition de l'île n'est pas désigné comme une condition préalable à l'adhésion.                                     |
| 13 décembre 2002    | Conclusion des négociations d'adhésion lors du sommet de Copenhague.                                                                                                   |
| 16 avril 2003       | Signature du traité d'Athènes par Chypre. |
| 1er mai 2004        | Adhésion de la république de Chypre à l'Union européenne. |

## Détail du processus de négociations
Le pays fait partie du groupe de Luxembourg, par conséquent, les négociations ont commencé le 31 mars 1998 et se sont clôturées définitivement lors du Conseil européen des 12 et 13 décembre 2002 pour les dix pays de l'élargissement de 2004,. Le processus de criblage, pour Chypre, s'est déroulé d'avril 1998 à juin 1999.
| Chapitres de l'acquis                                               | Évaluation initiale de la Commission | Ouverture du chapitre | Clôture du chapitre, |
| ------------------------------------------------------------------- | ------------------------------------ | --------------------- | -------------------- |
| 1. Libre circulation des biens                                      | –                                    | juin 1999             | novembre 2000        |
| 2. Libre circulation des personnes                                  | –                                    | mai 2000              | juin 2001            |
| 3. Libre prestation de services                                     | –                                    | juillet 1999          | mai 2001             |
| 4. Libre circulation des capitaux                                   | –                                    | automne 1999          | printemps 2001       |
| 5. Droit des sociétés                                               | –                                    | décembre 1998         | juin 2001            |
| 6. Politique de la concurrence                                      | –                                    | mai 1999              | juin 2002            |
| 7. Agriculture                                                      | –                                    | juin 2000             | décembre 2002        |
| 8. Pêche                                                            | –                                    | avril 1999            | avril 2000           |
| 9. Politique des transports                                         | –                                    | novembre 1999         | mai 2001             |
| 10. Fiscalité                                                       | –                                    | novembre 1999         | avril 2002           |
| 11. Union économique et monétaire                                   | –                                    | 1er semestre 1999     | fin 1999             |
| 12. Statistiques                                                    | –                                    | mars 1999             | juin 1999            |
| 13. Politique sociale et emploi                                     | –                                    | septembre 1999        | mars 2000            |
| 14. Énergie                                                         | –                                    | 2e semestre 1999      | 1er semestre 2001    |
| 15. Politique industrielle                                          | –                                    | 2e semestre 1998      | 2e semestre 1998     |
| 16. Petites et moyennes entreprises                                 | –                                    | octobre 1998          | novembre 1998        |
| 17. Science et recherche                                            | –                                    | 2e semestre 1998      | octobre 1998         |
| 18. Éducation et formation                                          | –                                    | 2e semestre 1998      | octobre 1998         |
| 19. Télécommunications et technologies de l'information             | –                                    | octobre 1998          | avril 1999           |
| 20. Culture et politique audiovisuelle                              | –                                    | septembre 1998        | octobre 1998         |
| 21. Politique régionale et coordination des instruments structurels | –                                    | avril 2000            | avril 2002           |
| 22. Environnement                                                   | –                                    | décembre 1999         | juillet 2001         |
| 23. Consommateurs et protection de la santé                         | –                                    | avril 1999            | mai 1999             |
| 24. Justice et affaires intérieures                                 | –                                    | mai 2000              | décembre 2001        |
| 25. Union douanière                                                 | –                                    | mars 1999             | 1er semestre 1999    |
| 26. Relations extérieures                                           | –                                    | 1er semestre 1999     | 1er semestre 1999    |
| 27. Politique étrangère et de sécurité commune (PESC)               | –                                    | 1er semestre 1998     | 1er semestre 2000    |
| 28. Contrôle financier                                              | –                                    | 1er semestre 2000     | 1er semestre 2000    |
| 29. Dispositions financières et budgétaires                         | –                                    | 1er semestre 2000     | décembre 2002        |
| 30. Institutions                                                    | –                                    | 1er semestre 2002     | décembre 2002        |
| 31. Autres                                                          | –                                    | –                     | –                    |
| Progression                                                         |                                      | 30 sur 30             | 30 sur 30            |

## Questions liées à l'adhésion chypriote

### Économie
En 1996, le PNB par habitant du sud de l'île serait à peu près celui de l'Italie et supérieur au PNB du Portugal, de l'Espagne ou encore de la Grèce. Néanmoins, l'île souffre de la « criminalisation économique » puisque l'île est devenue le premier centre offshore de la Méditerranée, profitant de conditions fiscales favorables.
Cependant, à cette même date, le solde commercial de l'île semblait se détériorer du fait de la stagnation des exportations industrielles. La nécessité d'attirer des investissements étrangers devrait être facilité par l’European Community Investment Partner et les engagements pris par la Banque européenne d'investissement.
Le problème de la partition de l'île crée là aussi des différences sur le plan économique entre les deux parties de l'île : en 1996 le PNB du Sud de l'île serait de 12 000 dollars contre 3 000 dans le Nord.

### Partition de l'île

Carte de la république de Chypre et de la zone turque.

La partition de l'île pose un problème quant à la participation de la partie nord, la république turque de Chypre du Nord, aux négociations puis à l'Union européenne. En effet, la Chypre du Nord n'est pas reconnue par l'Union ni par la communauté internationale et est pourtant concernée par la demande formulée par la république de Chypre.
En 1993 un avis de la Commission considère que, « dans la logique de sa position constante et cohérente avec celle des Nations unies sur la légitimité du gouvernement de la république de Chypre et la non-reconnaissance de la « république turque de Chypre du Nord » », elle a pu reconnaître recevable la candidature et a pu entamer la procédure. Cependant, de par ses valeurs démocratiques, il fut proposé aux Chypriotes turcs de participer aux négociations, lesquels refusèrent.

## Opinions sur l'adhésion chypriote

### Au sein de l'Union européenne
Certains États membres ont exprimé leur réticence à l'adhésion chypriote à l'Union tant qu'une solution à la division de l'île n'était pas trouvée. Cependant, dès le sommet d'Édimbourg, les États membres s'accordèrent pour que les négociations d'adhésion ne tiennent pas compte de la partition de l'île. Le 15-16 juin 1998, le Conseil européen de Cardiff fut l'occasion pour certains États de renouveler leur réticence bien que les conclusions du Conseil maintiennent la position initiale selon laquelle il n'y a pas de prérequis à l'adhésion.
Le 9 novembre 1998, quatre États membres (la France, l'Italie, l'Allemagne, et les Pays-Bas) exprimèrent leur réserve quant à l'adhésion de Chypre tant que le problème de la partition ne serait pas résolu. Le Parlement européen contesta en avril 1999 cette position en adoptant le Rapport Bertens du 26 mars 1999,.
Ce n'est que le 11 décembre 1999 que les conclusions du Conseil européen d'Helsinki déclarèrent formellement que l'adhésion de Chypre à l'UE n'était pas conditionnée par un règlement de la division politique.

### À Chypre

#### Chypriotes grecs
L'opinion publique était, d'après un rapport du Sénat de 2002, majoritairement pro-européenne.

#### Chypriotes turcs

##### Position du gouvernement et des experts
La réaction du gouvernement chypriote turc quant à la demande d'adhésion fut plutôt négative puisque dans un mémorandum adressé au Conseil de l'Union européenne celui-ci a contesté la candidature. Sans remettre en cause l'intérêt qui en découlerait pour les chypriotes turcs, le gouvernement chypriote turc conteste le fait que la demande d'adhésion de la république de Chypre concerne l'ensemble de l'île. Pour contester la demande d'adhésion déposée par le gouvernement chypriote grec, ceux-ci argumentent sur les fondements du traité de garantie et de la Constitution de la république de Chypre de 1960.
Maurice H. Mendelson, expert en droit national, expose sa position dans EU and Cyprus: an expert view: opinion on the application of Republic of Cyprus to join the European Union,. La Constitution de 1960 reconnaissait l'existence de deux communautés distinctes et égales au niveau politique ; en ce sens, les Chypriotes grecs, qui ont hérité du titre de république de Chypre, n'auraient pas la possibilité de représenter l'île dans son ensemble pour les questions essentielles. De plus, l'article 185 de la Constitution exclut toute possibilité d'union totale ou partielle de l'île avec tout autre État dans le but d'éviter une éventuelle « Énosis économique ». En ce sens, le président et le vice-président, respectivement Chypriote grec et turc, ont le droit de véto sur toute participation de l'île à une organisation internationale dont la Grèce et/ou la Turquie sont partis.
La communauté chypriote turque est donc favorable à l'adhésion d'un État de Chypre tout en contestant la demande déposée par la république de Chypre au nom de toute l'île.

##### Opinion publique
Le 30 mars 2000, le quotidien Kıbrıs écrit que selon un sondage les objectifs prioritaires des Chypriotes turcs sont la résolution du conflit avec la république de Chypre et l'adhésion à l'Union.